# Vörhenyes áltimália
A vörhenyes áltimália (Pomatostomus isidorei) a madarak osztályának verébalakúak (Passeriformes) rendjébe és a ausztráltimália-félék (Pomatostomidae) családjába tartozó faj.

## Előfordulása
Indonézia és Pápua Új-Guinea területén honos.

## Alfajai
- Pomatostomus isidorei isidorei
- Pomatostomus isidorei calidus

## Megjelenése
Testhossza 23-25 centiméter, testsúlya 65-75 gramm. A fiatal és a kifejlett madarak rozsabarna színűek, lábuk sötét sárga színű.

## Életmódja
A faj 5-10 személyes csoportokban él. Ízeltlábúakkal és kisebb hüllőkkel táplálkozik.

## Szaporodása
Fészke fel van függesztve 3-8 méterrel a föld felett. Fészekalja 2 tojásból áll, melyet a tojó költ.